# Impatiens linocentra
Impatiens linocentra är en balsaminväxtart som beskrevs av Hand.-mazz. Impatiens linocentra ingår i släktet balsaminer, och familjen balsaminväxter. Inga underarter finns listade i Catalogue of Life.